# El Toro (commune)
Pour les articles homonymes, voir El Toro.
El Toro (en valencien et en castillan) est une commune d'Espagne de la province de Castellón dans la Communauté valencienne. Elle est située dans la comarque de l'Alto Palancia et dans la zone à prédominance linguistique castillane.

## Géographie

Localisation d'El Toro
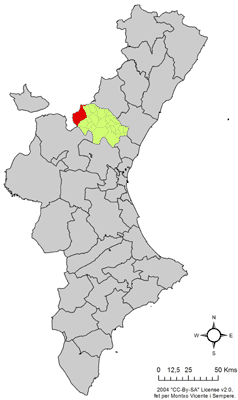
dans la Communauté valencienne.
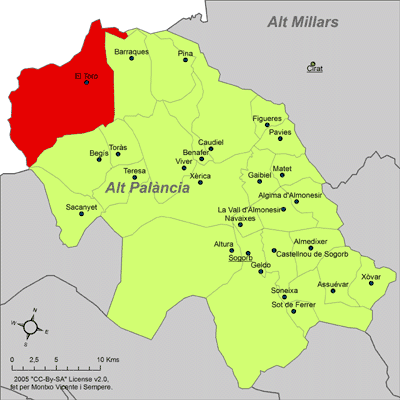
dans la comarque de l'Alto Palancia.

Le territoire municipal, le second plus grand de la comarque, comprend deux zones différenciées. Une partie se trouve située sur le plateau de Barraques qui avec une altitude approximative de mille mètres, est une prolongation des plateaux du sud de Teruel (Aragon). L'autre partie du territoire est située sur la montagne connue sous le nom de Serra de El Toro qui se présente comme une prolongation de la chaîne de Javalambre. Cette montagne présente des hauteurs élevées, certains de ses sommets dépassant les 1600 m ; c'est donc l'un des endroits les plus froids de la Communauté valencienne.
La rivière Palancia, une des plus importantes de celles qui naissent dans la Communauté valencienne, a sa source sur le territoire dans la serra de El Toro à quelque 1600 m d'altitude.
Du fait des caractéristiques physiques de la localité, le milieu naturel est un de ceux qui sont le mieux conservés de toute la Communauté valencienne ; le Pozo Junco et la source de la rivière Palància ont donc été déclarés sites naturels municipaux.

### Hameaux
- El Molinar

### Communes voisines
La commune d'El Toro est voisine des communes de Barracas, Torás, Bejís, Sacañet et Pina de Montalgrao, toutes dans la province de Castelló. À l'ouest, elle est voisine de la province de Teruel en Aragon.

## Histoire
| 1900  | 1910  | 1920  | 1930  | 1940 | 1950 | 1960 | 1970 | 1981 | 1991 | 2000 | 2005 |
| ----- | ----- | ----- | ----- | ---- | ---- | ---- | ---- | ---- | ---- | ---- | ---- |
| 1.201 | 1.161 | 1.181 | 1.037 | 968  | 922  | 722  | 424  | 335  | 294  | 336  | 284  |

## Administration
| Liste des Maires |                      |       |         |
| Période          | Identité             | Parti | Qualité |
| 1979-1983        | -                    | -     | -       |
| 1983-1987        | -                    | -     | -       |
| 1987-1991        | -                    | -     | -       |
| 1991-1995        | -                    | -     | -       |
| 1995-1999        | -                    | -     | -       |
| 1999-2003        | -                    | -     | -       |
| 2003-2007        | Ana M. Orduña García | PP    | -       |

## Économie
Les exploitations agricoles, l'industrie du bois et le tourisme de montagne sont les principales activités socio-économiques de El Toro, en soulignant la production de truffe, très appréciée dans les milieux culinaires.

## Monuments et sites

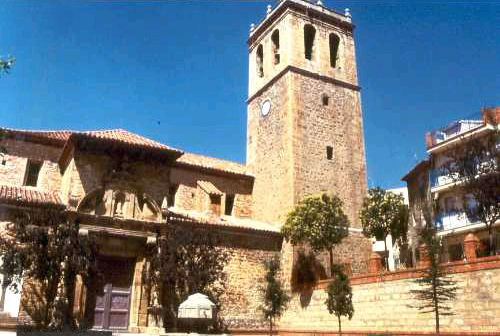
Église paroissiale.

### Monuments religieux
- Església fortificada de Sant Miquel (anciennement de Santa Maria) : cette église fut construite dans le style roman en l'honneur de Santa Maria, ayant été consacrée comme ermitage de Sant Miguel. Elle possède une nef unique rectangulaire de petite taille. Actuellement subsistent les quatre murs avec des contreforts et un portail latéral.
- Ermita de Sant Roc : cet ermitage fut construit au XIVe siècle, mais, du fait de modifications faites en 1603, l'abside subsiste seule de la construction originale. Il a été déclaré bien d'interêt local
- Església de Nostra Senyora dels Àngels : dédiée à Nostra Senyora dels Àngels, elle fut construite au XVIIe siècle. Elle possède une voûte en berceau avec des lunettes et des piliers aux chapiteaux toscans. La tour est composée de trois corps et d'un couronnement qui a été reconstruit en 1927.

### Monuments civils

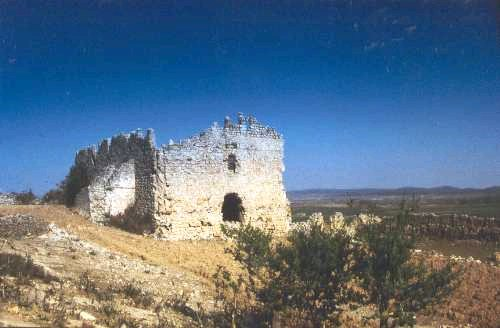
Château.

- Castell de El Toro (château) : cette forteresse de type montano possède un plan irrégulier et inclut l'ermitage de Sant Miquel en son intérieur. Son objectif était la défense de la population vivant près de la frontière. Avec le temps la population abandonna l'enceinte pour aller s'installer dans la plaine voisine où se trouve actuellement le village. Il disposait d'une enceinte fortifiée étendue. Bien que quelques constructions aient pu exister auparavant afin de repousser les invasions barbares, la plus grande partie du château date de l'époque médiévale. A remarquer la tour de l'hommage, de plan quadrangulaire avec des angles renforcés de pierres de taille.
- Pont Medieval : son origine est peut-être romaine, il est situé en dehors du village au lieu-dit de El Molinete sur le chemin qui va vers Begís et Toràs
- Ajuntament : la mairie construite en 1570 possède un portique à trois arcs et des colonnes doriques.
- Neveres : les glacières Nevera Profunda, Nevera Alta (zone du Pozo Junco) et de Nevera Cerrito furent construites entre les XVIIIe et XIXe siècles pour stocker la neige et pouvoir la commercialiser. Une d'elles se trouve située à proximité du château (Nevera Cerrito), les autres se situent sur la serra de El Toro à proximité de la penya Salada, à quelque 1550 mètres d'altitude.
- trinxera, refugis, polvorí, aeròdrom (tranchée, refuges, poudrière, aérodrome) : construits au moment de la guerre civile espagnole. Ces constructions sont sur la route menant à Alcotas.

### Sites à voir

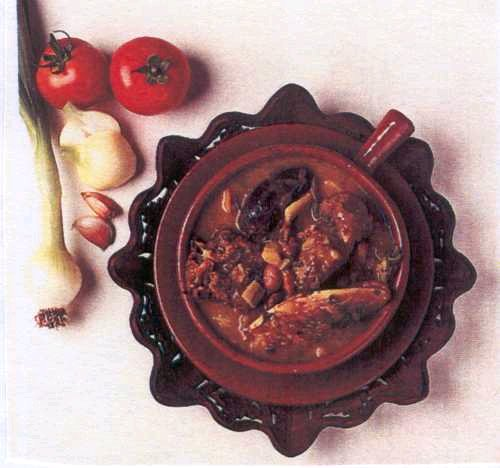
Olla trufada

- El Pozo Junco
- Serra de El Toro
- Source de la rivière Palància
- El Palancar

## Gastronomie
Parmi les plats typiques, El Toro possède la olla trufada, traditionnelle lors des hivers froids ; ses ingrédients, dont la truffe très appréciée, se cuisent longuement à feu doux (dans l'olla, la marmite).
Les patates vídues, fregit de porc, rostit de conill ; les viandes à la braise sont des plats préparés avec les produits régionaux. Les escargots jouent un rôle important de même que les rovellons rostits (girolles). Les charcuteries sont très appréciées, que l'on élabore à partir des typiques gerres ou jarras (viandes conservées dans l'huile). Notons les jambons, les boudins de riz, les llonganisses et sobrassades.
Les desserts se composent de pains fantaisies et autres galettes, de la traditionnelle mona de Pasqua ou l'excellent arròs del pastor ou pingano : biscuit de forme circulaire avec de la crème brûlée.

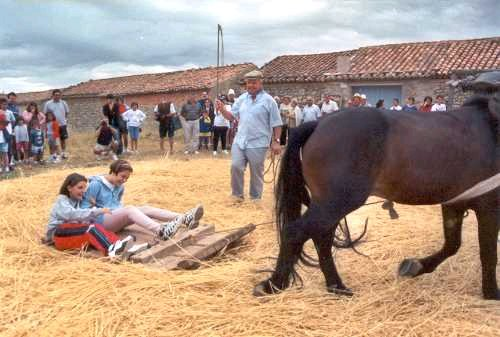
Fête du battage.

## Fêtes
- Festes patronals : les fêtes patronales se célèbrent en l'honneur de la Verge de l'Assumpció i Sant Roc à partir du 16 août.
- Sant Antoni : fête en l'honneur de Saint Antoine (17 janvier).
- Setmana Santa : la Semaine sainte.
- Festa « Siega y Trilla » (Fête de la Moisson et du Battage, entre juillet et août).